# Gaspard de Schomberg
 (mars 2015).
Si vous disposez d'ouvrages ou d'articles de référence ou si vous connaissez des sites web de qualité traitant du thème abordé ici, merci de compléter l'article en donnant les références utiles à sa vérifiabilité et en les liant à la section « Notes et références ».
Gaspard de Schomberg né Caspar von Schönberg en 1540 à Oberschöna, et mort le 17 mars 1599 à Paris, est un militaire, diplomate et homme d'État d'origine saxonne ayant œuvré au service du royaume de France. Créé comte de Nanteuil en 1578, il fut surintendant des finances de 1594 à 1597, en conseil avec huit autres membres.
Il est par ailleurs le père du maréchal de France Henri de Schomberg.

## Biographie
Caspar von Schönberg (il francisera son nom plus tard) est étudiant de Jean Sturm à Strasbourg. Belliqueux, il participe à plusieurs duels.
Il se rend à Angers en 1561 et participe à la défense de la ville le 5 mai 1562 au début de la première guerre de religion. Il part ensuite pour Orléans au sein de l'armée du prince de Condé, puis en juillet pour les Deux-Ponts et Cassel, avec une délégation française. Auguste le Pieux, électeur de Saxe de la branche albertine de la maison de Wettin, protestant zélé, appuie l'entrée de Gaspard de Schomberg au service de la couronne de France. Il retourne donc en France quelque temps plus tard et devient chambellan de Charles IX.
En 1568, il combat contre son propre parent, Dietz von Schönberg, qui avait pris parti pour les huguenots. Il est vainqueur du prince d'Orange en décembre 1568. Après le siège de Moncontour, il est nommé colonel des Bandes noires, puis maréchal de camp, ce qui le fait devenir sujet du roi de France. La date de sa conversion au catholicisme n'est pas connue.
Il est ensuite envoyé en mission en Saxe, puis auprès de Guillaume de Hesse-Cassel qui sympathisait avec les huguenots. Schomberg est en Allemagne pendant la nuit de la Saint-Barthélemy. Schomberg déclare qu'il "a enterré Guillaume (de Hesse) avec le cœur sous les fleurs de lys", scellant sa réconciliation avec le roi de France.
Il appelle son frère Georges qui arrive de Meissen et deviendra l'un des mignons du roi Henri III, et mourra dans le duel des Mignons en 1578. Schomberg est envoyé auprès des principautés allemandes, lorsqu'Anjou est choisi comme roi de Pologne par la Diète. Il s'assure des sentiments de Jean-Casimir, Électeur palatin, et de Guillaume de Hesse, mais pas de l'Électeur de Saxe, auprès de qui le huguenot Hubert Languet appuyait la candidature de l'archiduc Ernest d'Autriche. 
Il accompagne son candidat le prince d'Anjou, en tant que maréchal, jusqu'en Pologne. En chemin à Heidelberg, le comte palatin lui envoie un portrait de l'amiral de Coligny qui avait été assassiné pendant la nuit de la Saint-Barthélémy. 
Lorsque le prince d'Anjou devient roi de France, sous le nom d'Henri III, Schomberg est nommé conseiller du roi, puis gratifié du titre de comte de Nanteuil en 1578. Il est à nouveau envoyé en ambassade en 1585 en Allemagne par le roi, mais des hommes des Guise l'en empêchent et le font arrêter. 
Après la mort d'Henri III en 1589, les fils de Schomberg sont arrêtés par les ligueurs. Henri réussit à s'enfuir, Hannibal est finalement libéré par le duc de Mayenne, et Schomberg lui-même prend la fuite en Saxe pour demander de l'aide contre la Ligue, mais l'Électeur Christian Ier de Saxe la lui refuse, influencé par son chancelier Nikolaus Krell. Schomberg réunit toutefois, pour appuyer Henri IV,  sept cents chevaliers qui traversent Bâle et la Bourgogne en avril 1591. Après la mort de Christian et l'emprisonnement de Krell peu de temps après, la Saxe cesse de soutenir les huguenots. Schomberg appuie la conversion d'Henri IV au catholicisme, ainsi que la préparation de l'édit de Nantes. Il est nommé surintendant des finances en 1594. Il meurt à Paris cinq ans plus tard.

## Famille
Fils de Wolf von Schönberg (1518-1584), maréchal de camp saxon, et d'Anna von Minckwitz, Gaspard est le frère de Hans Wolf von Schönberg, surintendant des mines de Saxe, de Georges de Schomberg, mort le 25 avril 1578 dans le duel des Mignons, de Maurice de Schomberg, conseiller à la cour de Dresde, de Marguerite de Schomberg et d'Anne de Schomberg, épouse de Rudolf von Gersdorff, seigneur de Güteborn.
Marié le 15 juillet 1573 avec Jeanne de Chasteigner (1539-1622), demoiselle de La Roche-Posay, il aura pour enfants :
- Catherine de Schomberg (1574-ca 1598), épouse de Louis de Brabançon
- Henri de Schomberg 1575-1632, maréchal de France
- Françoise de Schomberg (1577-), épouse de François, comte du Lude
- Hannibal de Schomberg